# Jean d'Anjou, marquis de Pont-à-Mousson
Jean d'Anjou (mort le 25 mai 1536 à Nancy) est un fils illégitime de René Ier d'Anjou, légitimé en 1474.
Il est créé marquis de Pont-à-Mousson le 17 octobre 1473, confisqué par René II de Lorraine en 1485. Sa fille épouse François de Forbin, seigneur de Sollies et plusieurs descendants de la Famille de Forbin ont revendiqué le titre de marquis de Pont-à-Mousson.
Il est également seigneur de Saint-Rémy et de Saint-Cannat. Il épouse Marguerite de Glandevès, petite-fille de Palamède de Forbin le 15 mai 1500, d'où trois filles : Catherine (morte en 1589), Françoise et Blanche.
Lorsqu'il décède, il laisse tous ses droits sur Saint-Cannat en héritage à sa fille, Catherine (alias Marguerite) d’Anjou Saint-Cannat (?-1589). Par son mariage à Marseille, le 17 octobre 1525, avec François de Forbin-Soliers (v.1499-1572), marquis de Soliers, les biens de la petite fille de René reviennent à son époux et à leurs héritiers.
Il est inhumé dans l'église des Cordeliers de Nancy.